# Panch'iao

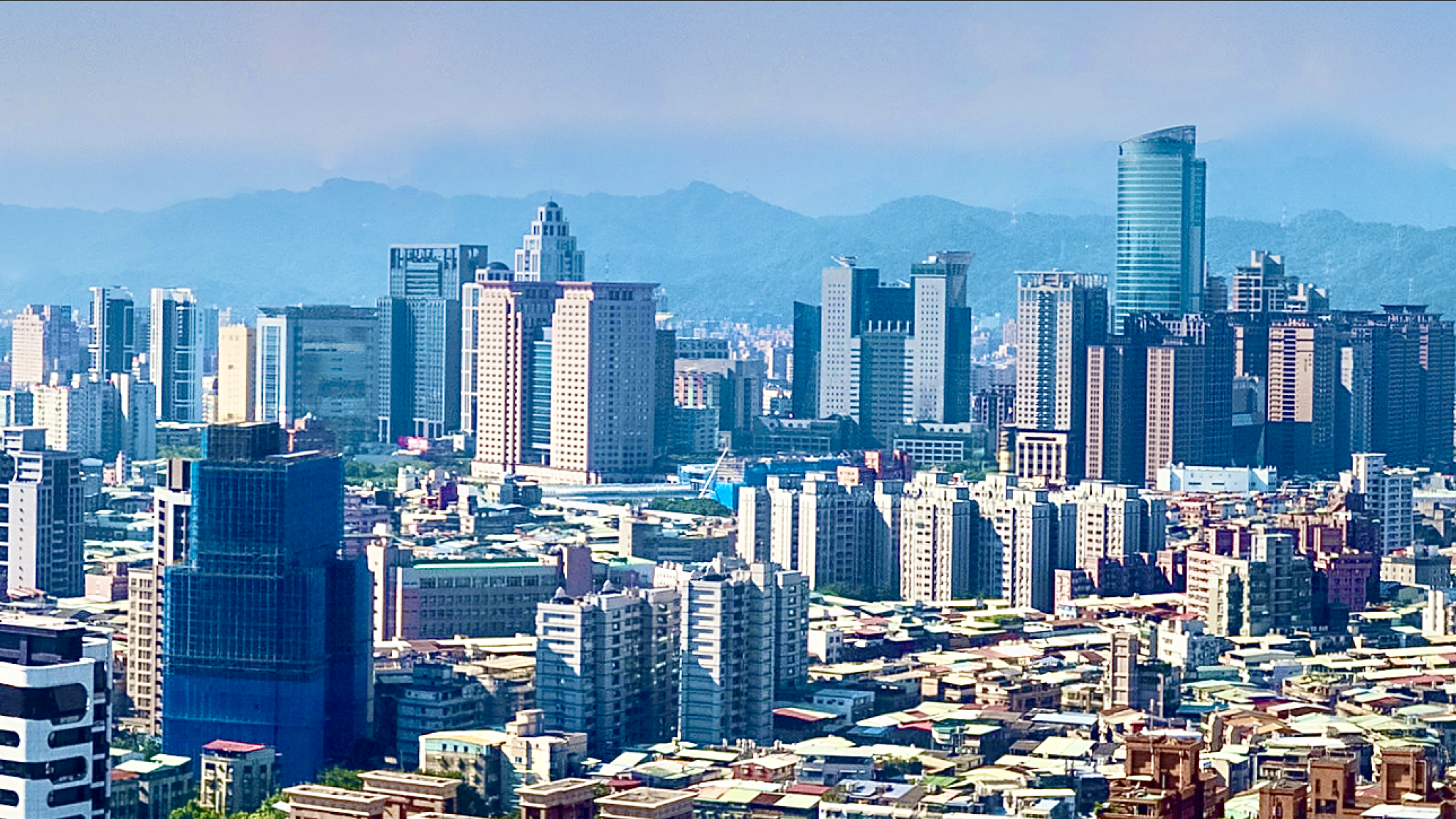
Panch'iao

Panch'iao (también Banqiao o Pan-Ch'iao en chino tradicional: 板橋區), ciudad septentrional de Taiwán, un distrito en la ciudad de Nuevo Taipéi. La comunidad, una de las mayores del país, se extiende entre los ríos Tamsui y Xindian. El punto de mayor atracción turística es el jardín oriental de la mansión de Linpenyuan. Población (según estimaciones en 1991), 542.924 habitantes.